# Carboxin
Carboxin ist eine chemische Verbindung aus der Gruppe der Oxathiine und Carbonsäureamide, welche von Uniroyal (heute Chemtura) in den 60er Jahren als Fungizid eingeführt wurde. Carboxin war das erste vermarktete Fungizid mit systemischer Wirkung.

## Gewinnung und Darstellung
Carboxin kann ausgehend von Diketen und Anilin dargestellt werden. Diese reagieren zu Acetoacetanilid, welches mit Sulfurylchlorid chloriert wird. Das Produkt reagiert anschließend mit Mercaptoethanol und Kaliumhydroxid. Durch Reaktion mit Natriumhydroxid bei erhöhter Temperatur schließt sich der Oxathiin-Ring.

## Verwendung
Carboxin wurde ausschließlich als Saatgutbehandlungsmittel (Beize) gegen Brand- und Rostpilze verwendet. Es gehört zu den SDH-Hemmern, welche die Succinat-Dehydrogenase in den Mitochondrien hemmen.

## Zulassung
In einigen Staaten der EU sind Pflanzenschutzmittel mit diesem Wirkstoff zugelassen, nicht jedoch in Deutschland, Österreich oder der Schweiz.